# 麥可·安德森
老麥可·喬瑟夫·安德森（英語：Michael Joseph Anderson, Sr.，1920年1月30日—2018年4月25日）是一名英格蘭男導演，較知名的作品如史詩二戰電影《轟炸魯爾水壩記》（1955）、史詩冒險片《環遊世界八十天》（1956年）和反烏托邦科幻片《攔截時空禁區》（1976年）。
他於1999年退休，最後一部執導作品為《新木偶奇遇記》。安德森目前是奧斯卡最佳導演獎中最年長的提名人，也是唯一一位在1950年代獲得最佳影片獎的導演。
2012年，安德森獲得了加拿大導演協會頒發的終身成就獎。

## 早期生活
麥可·安德森出生於倫敦。他生長在一個戲劇家庭，父母是演員勞倫斯（Lawrence，1893年至1939年）和貝緹麗彩·安德森（Beatrice Anderson，1893年至1977年）。他的姨媽是來自美國肯塔基州路易維爾的瑪莉·安德森（Mary Anderson），她是首位美國莎士比亞演員之一，而瑪莉·安德森劇院（Mary Anderson Theatre）就是紀念自她。

## 個人生活
安德森精通法語、義大利語和德語。
他曾結了三次婚。第一任妻子貝蒂·喬丹（Betty Jordan）於1939年結婚，並育有五個小孩；第二任妻子薇拉·卡萊爾（Vera Carlsilse）於1969年結婚，育有一個小孩；第三任妻子為演員亞德莉安娜·艾利斯，而她的兩名孩子蘿莉·荷登和克里斯多夫·荷登也為此成為了安德森的繼女及繼子。
安德森的兒子小麥可·安德森與大衛·安德森（David Anderson）則分別是名演員及電影監製。
安德森於2018年4月25日因心臟病去世，享耆壽98歲。

## 外部連結
- Michael Anderson在互联网电影资料库（IMDb）上的資料（英文）
- 在AllMovie上Michael Anderson的頁面（英文）
- Michael Anderson biography at BFI Screenonline（页面存档备份，存于）